# Ackworth
Ackworth és una població dels Estats Units a l'estat d'Iowa. Segons el cens del 2000 tenia 85 habitants.

## Demografia
Segons el cens del 2000, Ackworth tenia 85 habitants, 31 habitatges, i 27 famílies. La densitat de població era de 109,4 habitants per km².
Dels 31 habitatges en un 41,9% hi vivien nens de menys de 18 anys, en un 74,2% hi vivien parelles casades, en un 16,1% dones solteres, i en un 9,7% no eren unitats familiars. En el 9,7% dels habitatges hi vivien persones soles el 3,2% de les quals corresponia a persones de 65 anys o més que vivien soles. El nombre mitjà de persones vivint en cada habitatge era de 2,74 i el nombre mitjà de persones que vivien en cada família era de 2,89.
Per edats la població es repartia de la següent manera: un 23,5% tenia menys de 18 anys, un 7,1% entre 18 i 24, un 32,9% entre 25 i 44, un 24,7% de 45 a 60 i un 11,8% 65 anys o més.
L'edat mediana era de 38 anys. Per cada 100 dones de 18 o més anys hi havia 91,2 homes.
La renda mediana per habitatge era de 32.500 $ i la renda mediana per família de 38.438 $. Els homes tenien una renda mediana de 30.625 $ mentre que les dones 26.875 $. La renda per capita de la població era de 17.478 $. Entorn del 10,3% de les famílies i el 6,5% de la població estaven per davall del llindar de pobresa.

## Poblacions més properes
El següent diagrama mostra les poblacions més properes.